# Sorbona
Sorbona (în franceză Sorbonne) este cea mai vestită universitate franceză și una dintre cele mai cunoscute universități din lume. Situată în centrul istoric al capitalei Franței, Sorbona poartă numele colegiului fondat în 1257 de către Robert de Sorbon în cadrul Universității din Paris.

## Localizare
Sorbona este situată în Cartierul latin, în apropiere de Collège de France, fiind delimitată de străzile Victor Cousin și Saint Jacques, aproape de intersecția bulevardelor Saint Michel și Saint Germain des Près. Accesul se face prin stațiile de metrou Luxembourg și Cluny – La Sorbonne.

## Istoric

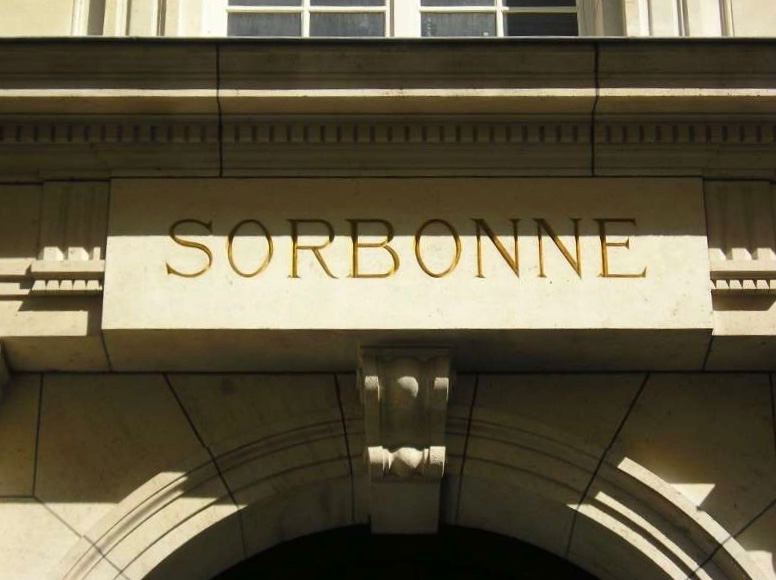
Inscripție la intrarea în Sorbona

În secolul al XII-lea cartierul latin adăpostea cele mai celebre școli de retorică, gramatică și filosofie. Alte asemenea școli erau situate în Ile de la Cité, pe colina Sainte-Genviève, la mănăstirea Saint-Victor și pe podurile Senei. Dintre toate, excelează școala catedralei Notre-Dame. După modelul ghildelor și al breslelor medievale, aceste școli se reunesc în breasla profesorilor sau a magiștrilor, organizație care va purta numele generic de universitas magistrorum, care acorda dreptul de practică al profesiunii de dascăl (licentia docendi). Statutele universitare sunt atestate din 1209. Universitatea din Paris este, în ordine cronologică, a cincea universitate din lume după Universitatea din Bologna. Sediul Universității din Paris se afla pe celebra rue du Fouarre.
Pentru a răspunde nevoilor studenților săraci, diverși binefăcători au avut inițiativa fondării colegiilor universitare. Un astfel de colegiu este fondat în 1257 de către Robert de Sorbon (1201-1274), magistru-regent în teologie și confident al regelui Ludovic al IX-lea. Scopul așezământului este acela de a oferi cazare și resurse materiale pentru studenții sosiți la Paris din toată lumea creștină. Regele îi dăruiește câteva case pe care le pune la dispoziția studenților săraci. Actul regal de înființare a colegiului a fost confirmat de papa Clement al IV-lea în anul 1268. În timp, numele acestui colegiul a ajuns să fie folosit drept sinonim pentru întreaga Universitate din Paris, până la desființarea acesteia în contextul revoluției franceze.
În secolul al XIV-lea colegiul Sorbonei intră într-un declin relativ, care continuă de-a lungul Renașterii. Începând din 1530 primatul cultural este deținut de Colegiul Regal (Collège Royal), înființat în 1530 de Guillaume Budé, actualul Collège de France. Profesorii Sorbonei s-au opus ideilor  moderne, în special ideilor lui Descartes și Leibniz.
Între 1635 și 1642 se construiește Capela Sorbonei, care va adăposti mormântul celebrului prim-ministru al Franței sub Ludovic al XIII-lea, cardinalul Richelieu. Capela este una dintre cele mai frumoase piese arhitecturale ale complexului Sorbonei.
Sorbona intră din nou în declin în timpul Revoluției Franceze. Din 1791, Sorbona nu mai primește studenți, lăsînd Școlii Normale Superioare (École Normale Supérieure) locul de frunte între așezămintele academice pariziene. Revine în prim plan abia în 1821.
Sorbona cunoaște un avânt deosebit după cel de-al Doilea Război Mondial.